# Jeon Yeo-been
Jeon Yeo-been (hangul: 전여빈; hanja: 全汝彬; rr: Jeon Yeo-bin; MR: Chŏn Yŏpin; nascida Jeon Bo-young, 26 de julho de 1989) é uma atriz sul-coreana. Jeon ganhou destaque por sua atuação no filme independente After My Death (2018), que lhe rendeu o prêmio de Atriz do Ano no 22º Festival Internacional de Cinema de Busan e o Prêmio Estrela Independente no Festival de Cinema Independente de Seul de 2017. A carreira de Jeon continuou a crescer depois que estrelou a série de televisão Vincenzo (2021) e o filme de ação policial Night in Paradise (2021).

## Infância e educação
Jeon originalmente tinha uma ambição de se tornar uma médica durante seus dias de escola. No entanto, depois de não conseguir entrar na universidade que desejava, ela descobriu sua paixão pelo cinema. Enquanto assistia Dead Poets Society, um filme que a fez chorar, ela tomou a decisão de seguir uma carreira de cineasta.
Enquanto estudava no Departamento de Transmissão e Entretenimento na Universidade Feminina Dongduk, Jeon trabalhou como membro de equipe de muitos musicais e peças. Em 2009, aos 21 anos, ela decidiu seguir a carreira de atriz e participou de seu primeiro musical na universidade chamado "Lunatic". Na produção, ela interpretou uma avó com demência, experiência que ela considera como sua estreia na atuação e que tem um significado importante para ela.

## Carreira
Começou a atuar profissionalmente 5 anos depois, depois que a atriz e diretora Moon So-ri a viu em um trailer do Festival Internacional de Cinema Feminino de Seul e a contatou para fazer uma aparição no curta-metragem The Best Director.
Desde então, ela tem aparecido em curtas-metragens independentes e também em comerciais e videoclipes de artistas, como os de Yoon Jong-shin, Lee Seung-hwan e Zico.
Em 2015, Jeon fez sua estreia no drama histórico The Treacherous. Em 2017, Jeon interpretou uma jornalista disfarçada investigando um culto religioso na série de TV de suspense Save Me. Jeon ganhou destaque após sua atuação em After My Death (2018) e recebeu inúmeros elogios, além dos prêmios de Nova Melhor Atriz no 56º Grand Bell Awards, o de Atriz do Ano no 22º Festival Internacional de Cinema de Busan e o Prêmio Estrela Independente no Festival de Cinema Independente de Seul de 2017.
Em 2 de julho de 2018, foi anunciado que Jeon assinou um contrato com a empresa J.Wide-Company.
O diretor Kim Hee-won e o roteirista Park Jae-bum se uniram em maio de 2020 para criar a série de TV Vincenzo, na qual Jeon recebeu um papel principal ao lado de Song Joong-ki. Ok Taec-yeon já estava confirmado para o elenco naquele momento. Em agosto de 2020, Jeon confirmou oficialmente sua aparição no show, reunindo-se com Ok Taec-yeon, com quem já havia trabalhado em Save Me (2017). A primeira leitura do roteiro feita pelo elenco de Vincenzo foi realizada em 5 de janeiro de 2021.
Em setembro de 2020, Jeon interpretou o papel de Jae-yeon no filme Night in Paradise de Park Hoon-jung. O filme gira em torno do personagem de Tae-goo (interpretado por Uhm Tae-goo), que busca vingança depois que sua irmã e sobrinha são brutalmente assassinadas. Durante sua estada na Ilha de Jeju, ele conhece Jae-yeon, uma mulher com uma doença terminal interpretada por Jeon. No entanto, os problemas de Tae-goo estão longe de terminar, já que o Diretor Ma da gangue Bukseong, interpretado por Cha Seung-won, o persegue incansavelmente em busca de vingança.
Em 15 de março de 2021, Jeon foi escalada para a série Glitch da Netflix. Ela retratou uma mulher que está procurando por seu namorado desaparecido. Em 12 de julho de 2021, assinou com um acordo com a agência Management MMM depois que seu contrato com a J.Wide Company expirou.

## Filmografia

### Curtas-metragens
| Ano  | Título                                         | Papel             | Notas           | Ref.   |
| ---- | ---------------------------------------------- | ----------------- | --------------- | ------ |
| 2015 | The sea I hoped for                            | Jong Soon         |                 |        |
| 2015 | Yours                                          | Yeo-been          |                 | [ 11 ] |
| 2015 | MAHNG                                          | Yeo-been          |                 | [ 12 ] |
| 2015 | Ungnyeo                                        | Ung-nyeo          |                 | [ 13 ] |
| 2016 | We Made It                                     | Nu-ri             |                 | [ 14 ] |
| 2016 | Distance to Her                                | Yeo-been          |                 | [ 15 ] |
| 2016 | My Sister Died                                 | Woo-joo           |                 | [ 16 ] |
| 2017 | The Running Actress 3° Ato – The Best Director | Lee Seo-yeong     | Filmado em 2015 | [ 17 ] |
| 2017 | Ride Together                                  | Mulher misteriosa |                 | [ 18 ] |

### Filmes
| Ano  | Título                   | Papel                               | Notas                 | Ref.   |
| ---- | ------------------------ | ----------------------------------- | --------------------- | ------ |
| 2015 | The Treacherous          | Mulher predestinada a ser rainha    | Papel menor           | [ 4 ]  |
| 2016 | Age of Shadows           | 4° Gisaeng                          | Papel menor           | [ 19 ] |
| 2016 | Beaten Black and Blue    | Tiffany                             |                       | [ 20 ] |
| 2017 | Write or Dance           | Yeo Been                            |                       | [ 21 ] |
| 2017 | Merry Christmas Mr. Mo   | Ja-yeong                            |                       | [ 22 ] |
| 2018 | Illang: The Wolf Brigade | Modelo de publicidade de cosméticos | Cameo                 | [ 23 ] |
| 2018 | After My Death           | Young-hee                           |                       | [ 24 ] |
| 2019 | Forbidden Dream          | Sa-im                               |                       | [ 25 ] |
| 2020 | Secret Zoo               | Kim Hae-kyung                       |                       | [ 26 ] |
| 2020 | Night in Paradise        | Jae-yeon                            |                       | [ 8 ]  |
| 2022 | Alienoid                 | Hong Eon-nyeon                      | Participação especial | [ 27 ] |
| 2023 | Cobweb                   | Shin Mi-do                          |                       | [ 28 ] |
| ASA  | Harbin                   | Gong Boo-in                         |                       | [ 29 ] |

### Séries de televisão
| Ano  | Título          | Papel          | Notas              | Ref.   |
| ---- | --------------- | -------------- | ------------------ | ------ |
| 2017 | Save Me         | Hong So-rin    |                    | [ 5 ]  |
| 2018 | Live            | Yeong-jae      | Cameo (Episódio 1) | [ 30 ] |
| 2019 | Be Melodramatic | Lee Eun-jung   |                    | [ 31 ] |
| 2021 | Vincenzo        | Hong Cha-young |                    | [ 7 ]  |

### Webséries
| Ano  | Título                        | Papel                   | Notas                         | Ref.   |
| ---- | ----------------------------- | ----------------------- | ----------------------------- | ------ |
| 2017 | Private but Good Day Season 2 | Jo-hee                  | Web Drama da Naver TV (ep. 3) | [ 32 ] |
| 2022 | Glitch                        | Hong Ji-hyo             |                               | [ 9 ]  |
| 2023 | A Time Called You             | Han Jun-hee/Kwon Min-ju |                               | [ 33 ] |

### Clipes musicais
| Ano  | Música                        | Artista           |
| ---- | ----------------------------- | ----------------- |
| 2015 | Arrogance and prejudice       | Zico              |
| 2015 | "Home"                        | Brown Eyed Soul   |
| 2016 | Solji (Hukky Shibaseki Remix) | Jang Gyu          |
| 2016 | Summer cold                   | Voice Spur        |
| 2016 | Just bye                      | Lee Seung-hwan    |
| 2017 | Time to become an adult       | Rooftop Moonlight |
| 2018 | Into the Light                | Solid             |
| 2018 | Farewell talk                 | Yoon Jong-shin    |
| 2021 | "Foolish Love"                | MSG Wannabe       |
| 2021 | "Only You"                    | MSG Wannabe       |

### MC (Anfitriã oficial)
| Ano  | Título                                                                 | Notas            | Ref.   |
| ---- | ---------------------------------------------------------------------- | ---------------- | ------ |
| 2022 | Cerimônia de abertura do 27º Festival Internacional de Cinema de Busan | com Ryu Jun-yeol | [ 34 ] |

## Prêmios e indicações
| Cerimônia de premiação                  | Ano  | Categoria                                | Nomeado/Trabalho                           | Resultado | Ref.          |
| --------------------------------------- | ---- | ---------------------------------------- | ------------------------------------------ | --------- | ------------- |
| APAN Star Awards                        | 2022 | Melhor Casal                             | Jeon Yeo-been com Song Joong-ki (Vincenzo) | Indicado  | [ 35 ]        |
| Asia Artist Awards                      | 2021 | Prêmio de Melhor Artista - Atriz         | Jeon Yeo-been                              | Venceu    | [ 36 ] [ 37 ] |
| Asia Artist Awards                      | 2021 | Prêmio de Popularidade de Atriz Feminina | Jeon Yeo-been                              | Indicado  | [ 38 ]        |
| Baeksang Arts Awards                    | 2019 | Nova Melhor Atriz - Filme                | After My Death                             | Indicado  | [ 39 ]        |
| Baeksang Arts Awards                    | 2020 | Nova Melhor Atriz - Televisão            | Be Melodramatic                            | Indicado  | [ 40 ]        |
| Blue Dragon Film Awards                 | 2018 | Nova Melhor Atriz                        | After My Death                             | Indicado  | [ 41 ]        |
| Blue Dragon Film Awards                 | 2021 | Melhor Atriz                             | Night in Paradise                          | Indicado  | [ 42 ]        |
| Blue Dragon Film Awards                 | 2021 | Prêmio Estrela Popular                   | Night in Paradise                          | Venceu    | [ 43 ]        |
| Blue Dragon Series Awards               | 2023 | Melhor Atriz                             | Glitch                                     | Indicado  | [ 44 ]        |
| Buil Film Awards                        | 2019 | Nova Melhor Atriz                        | After My Death                             | Venceu    | [ 45 ]        |
| Buil Film Awards                        | 2021 | Melhor Atriz                             | Night in Paradise                          | Indicado  | [ 46 ]        |
| Busan Film Critics Awards               | 2018 | Nova Melhor Atriz                        | After My Death                             | Venceu    | [ 45 ]        |
| Busan International Film Festival       | 2017 | Atriz do Ano                             | After My Death                             | Venceu    | [ 47 ]        |
| CGV Art House Special Awards            | 2019 | Prêmio Especial do Ano                   | After My Death                             | Venceu    | [ 48 ]        |
| Chunsa Film Art Awards                  | 2019 | Nova Melhor Atriz                        | After My Death                             | Venceu    | [ 45 ]        |
| Cine21 Film Awards                      | 2018 | Nova Melhor Atriz                        | After My Death                             | Venceu    | [ 49 ]        |
| Director's Cut Awards                   | 2023 | Melhor Atriz em Televisão                | Glitch                                     | Indicado  | [ 50 ]        |
| Film Award of the Year                  | 2019 | Revelação do Ano                         | After My Death                             | Venceu    | [ 51 ]        |
| Grand Bell Awards                       | 2020 | Nova Melhor Atriz                        | After My Death                             | Venceu    | [ 52 ]        |
| Korea Best Star Award                   | 2018 | Nova Melhor Atriz                        | After My Death                             | Venceu    | [ 53 ]        |
| Kinolights Awards                       | 2021 | Atriz do Ano (Nacional)                  | Night in Paradise e Vincenzo               | 3° Lugar  | [ 54 ]        |
| Marie Claire Film Festival              | 2018 | Prêmio de Melhor Estreante               | After My Death                             | Venceu    | [ 47 ]        |
| Marie Claire Film Festival              | 2023 | Prêmio de Brilho                         | Jeon Yeo-been                              | Venceu    | [ 55 ]        |
| OBS Hot Icon Awards                     | 2021 | OBS 2021 Hot Icon Trend                  | Jeon Yeo-been                              | Venceu    | [ 57 ]        |
| Festival de Cinema Independente de Seul | 2017 | Prêmio Estrela Independente              | After My Death                             | Venceu    | [ 47 ]        |
| Seoul International Drama Awards        | 2021 | Melhor Atriz Coreana                     | Vincenzo                                   | Indicado  | [ 58 ] [ 59 ] |
| Wildflower Film Awards                  | 2019 | Melhor Atriz                             | After My Death                             | Indicado  | [ 60 ]        |